# Archichlora ansorgei
Archichlora ansorgei là một loài bướm đêm trong họ Geometridae.